# Viktoriansk konst

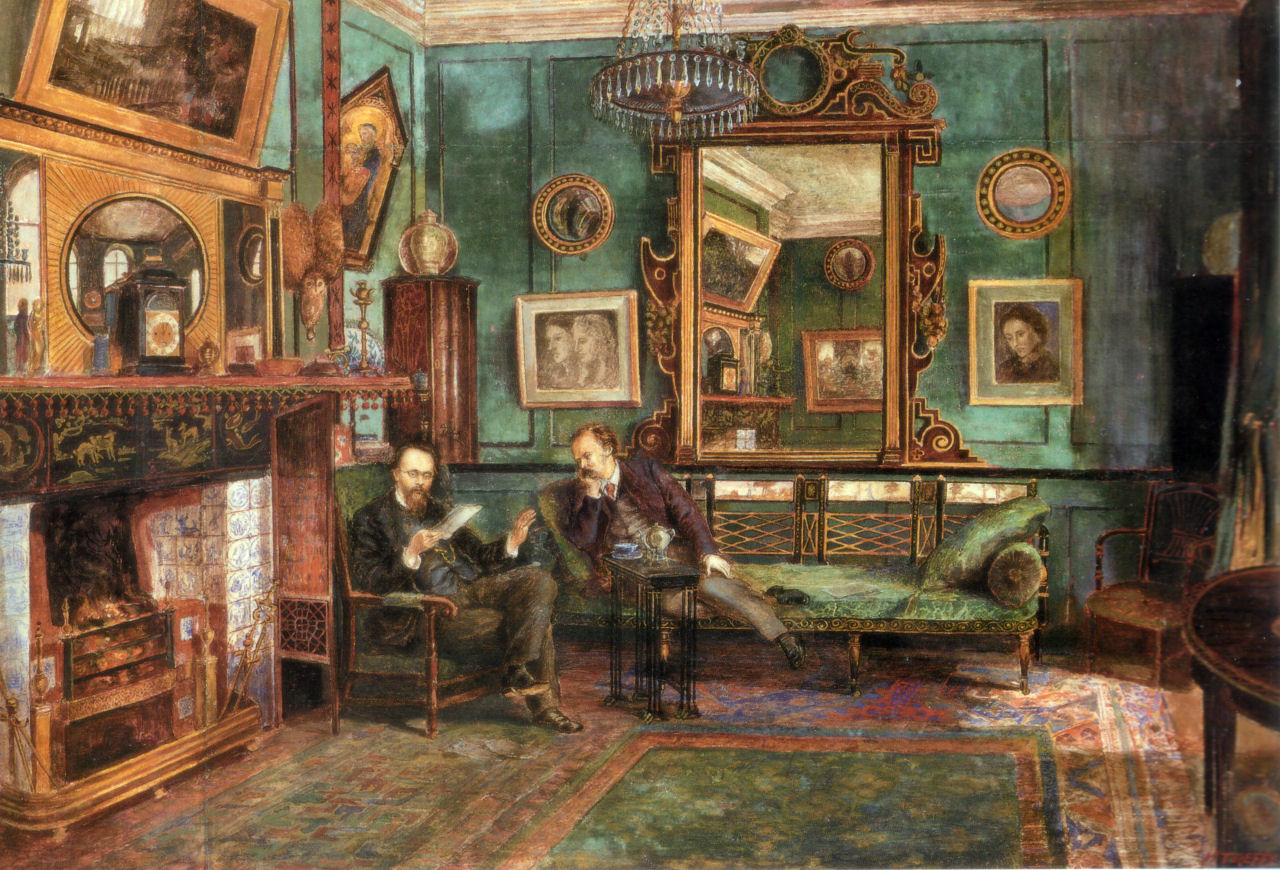
Dante Gabriel Rossettis salong på Cheyne Walk 16, 1882, av Henry Treffry Dunn.

Viktoriansk konst refererar till den ofta dekorativa konst som var populär under den viktorianska perioden i framförallt Storbritannien. Perioden sträcker sig från att drottning Viktoria besteg tronen 1837 till hennes död 1901. Viktoriansk arkitektur, formgivning och inredning hängav sig åt ornamentik, och är känd för sina tolkningar, och sin eklektiska återanvändning av historiska stilar blandat med influenser från Mellanöstern och Asien. Kulturen och konsten under perioden fjärmade sig från den rationalism som präglat den georgianska perioden och attraherades istället av romanticism och mysticism.

## Beskrivning

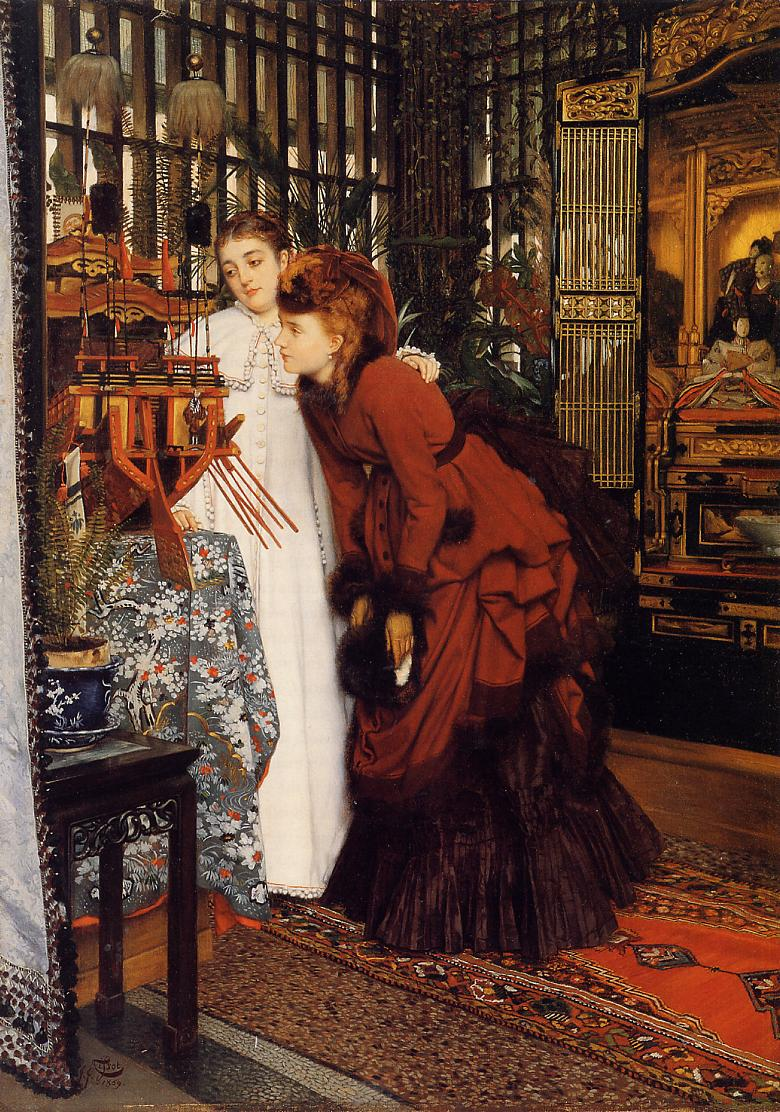
Young Ladies Looking at Japanese Objects av James Tissot, 1869.

Inom arkitekturen blev nygotiken allt populärare under perioden, vilket ledde till en konflikt med de som  förespråkade klassicismens ideal. Det nya Palace of Westminster – det gamla hade skadats allvarligt i en brand 1834 – ritades av arkitekten Charles Barry i samma medeltida stil som Westminster Hall, den kvarvarande äldre delen av byggnaden. Viljan var att skapa något som kunde upplevas som en kulturell kontinuitet, i motsats till de våldsamma kulturella förändringar som skedde i det revolutionära Frankrike. Detta var en återkommande jämförelse under perioden och uttrycks i Thomas Carlyles The French Revolution: A History och i Charles Dickens Lysande utsikter och Två städer. Gotiken stöddes också av kritikern John Ruskin, som hävdade att den personifierade gemensamma och inkluderande sociala värden, i motsats till klassicism, som han ansåg personifierades av mekanisk standardisering.

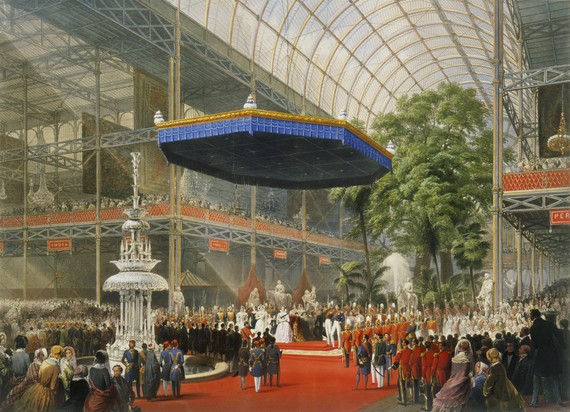
Drottning Viktoria öppnar Londonutställningen 1851 i Crystal Palace, en utställning som skulle få stort inflytande över konsten och kulturens utveckling under perioden.

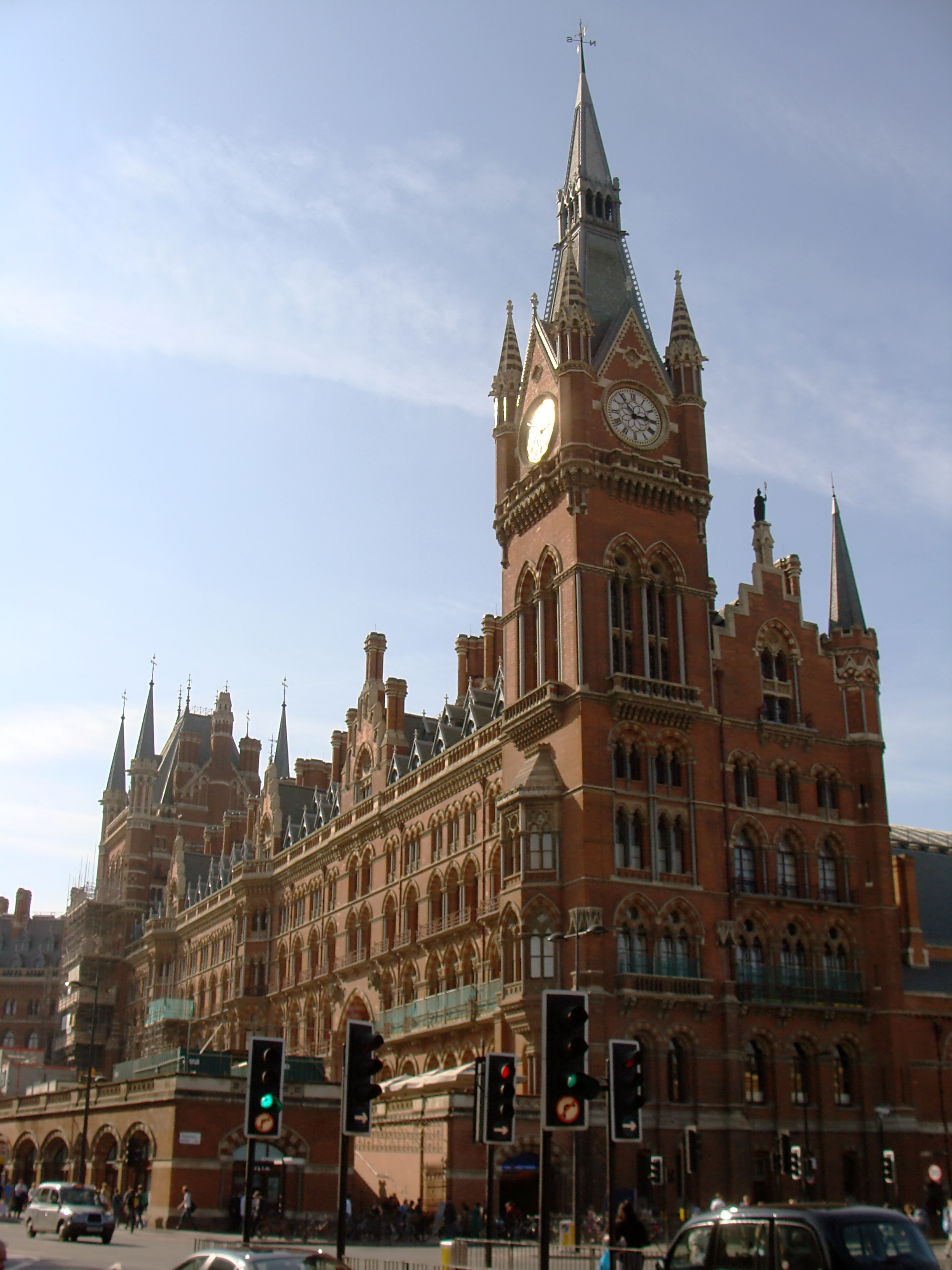
Järnvägsstationen St Pancras International och Midland Hotel i London, 1868, är ett typexempel på den nygotisk stil som var populär under perioden. Typiskt är också materialval och skalan som möjliggjordes av den industriella revolutionen.

År 1851 öppnade den stora Londonutställningen, den första världsutställningen, vilken presenterade tidens främsta uppfinningar och nymodigheter. I centrum för utställningen låg Crystal Palace, en modulbyggd struktur helt i glas och metall – den första i sitt slag. Byggnaden förkastades av Ruskin som själva urtypen av en mekaniserad och avhumaniserad formgivning, men den kom att bli prototypen för modern arkitektur. I utställningen presenterades det nya mediet fotografi vilket kom att ha betydande påverkan på den viktorianska konsten och drottning Viktoria blev den första brittiska monark att bli fotograferad. John Everett Millais påverkades av fotografi, inte minst i sitt porträtt av Ruskin, och även många av de prerafaelitiska konstnärerna. Dessa influenser utvecklades och märks senare i impressionismen och socialrealismen som kom att dominera den senare delen av perioden med konstnärer som Walter Sickert och Frank Holl.

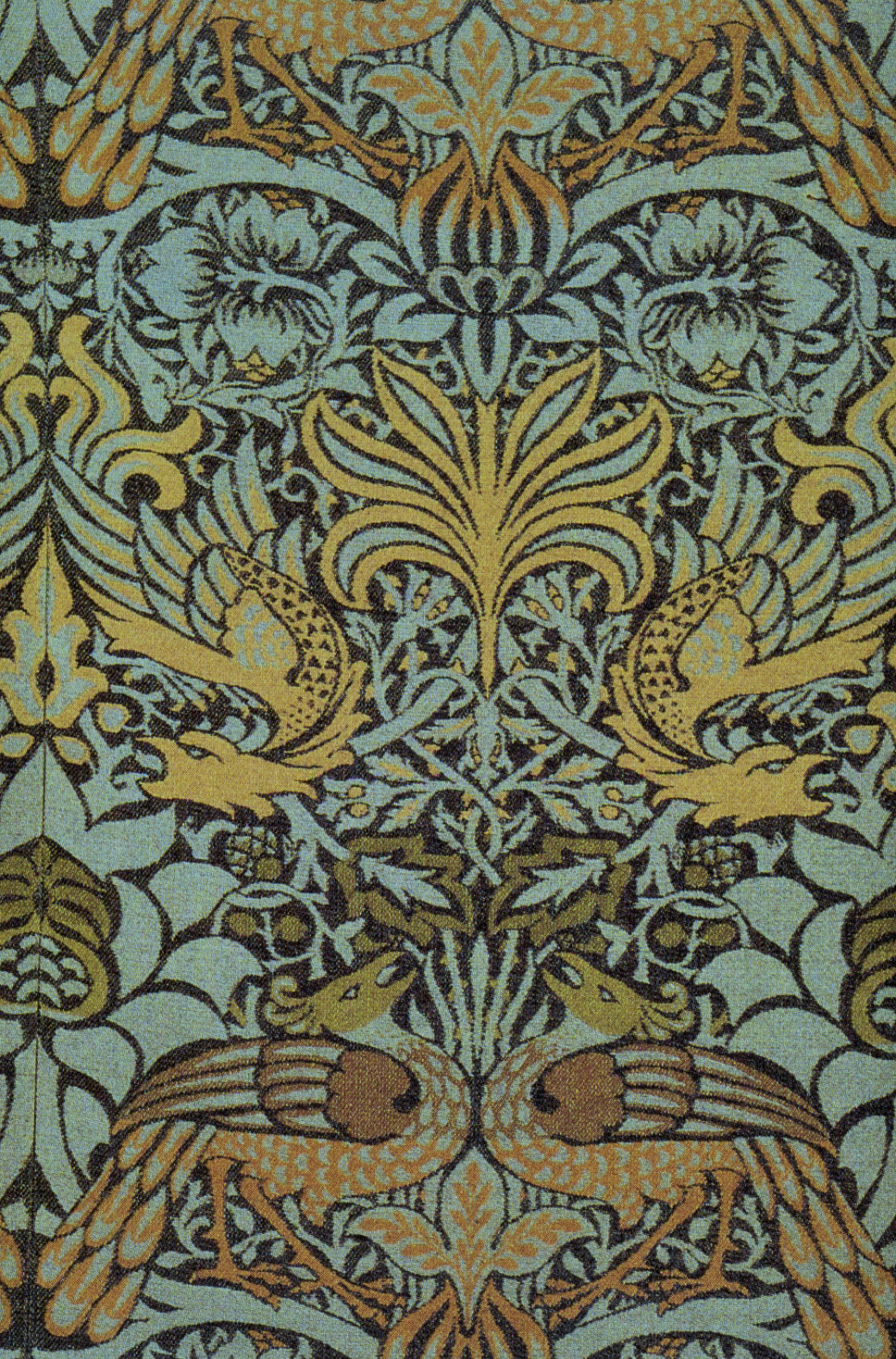
Peacock and Dragon, möbeltyg av William Morris från 1878.

Som ett led i den industriella revolutionen utvecklades boktryckartekniken mycket under den viktorianska perioden, främst genom ångtryckpressar, vilket ökade möjligheten till snabba och stora upplagor. Den litografiska tekniken utvecklades och metallplattor började ersätta sandstenarna, och kromolitografin, det vill säga flerfärgstrycket, utvecklades. Utvecklingen av tryckteknik, men även av typografin manades på av den stora efterfrågan på en ny typ av reklammaterial, bland annat i form av stora annonsaffischer, och att allt fler företag efterfrågade logotyper och grafiskt tryckt material. Utvecklingen inom boktryckarkonsten resulterade även i att tapeter och tryckta tyger blev billiga att producera vilket i sin tur ledde till att det blev mycket populärt med kraftigt mönstrade tapeter och möbeltyger. Inredningsmässigt blandade man i övrigt gärna möbler från olika tider och stilar som gotisk stil, Tudorstil, elisabetansk stil, engelsk rokoko, neoklassicism, tillsammans med influenser från Asien och Mellanöstern. 
Den viktorianska stilen, framförallt inom arkitektur har kommit att påverka stadsbilden i många av Storbritanniens dåvarande kolonier, som i Australien och Sri Lanka, men har även haft stort inflytande i Nordamerika där exempelvis Brooklyn Bridge från 1883 i New York och villakvarteren som kallas Painted ladies i San Francisco  är exempel på denna stil. Arts and Crafts-rörelsen, esteticismen, japonismen och art nouveau har alla sina rötter i den viktorianska konsten.